# Finlay Colini
Finlay Colini (auch Finlay Dermoch oder Fionnlagh mac Cailein) († 1419) war ein schottischer Geistlicher. Ab 1403 war er Bischof von Dunblane.

## Herkunft und Aufstieg zum Bischof
Finlay war ein Sohn eines Colin, woher er auch seinen Beinamen erhielt. Vermutlich war er ein Angehöriger der Familie Macdougall, den Lords of Argyll. 1394 bat Robert, Earl of Fife, dass sein Kaplan Finlay eine Stelle als Kanoniker an der Kathedrale von Dunkeld erhielt. Nach den Angaben des Earls hatte Finlay einen Abschluss als Bachelor im Studium des Kanonischen Rechts erworben. Neben der Pfründe in Dunkeld hatte Finlay noch andere geistliche Ämter, unter anderem eine Pfründe an der Kathedrale von Dunblane, am Kollegiatstift von Abernethy, das Amt des Rektors von Ferlyn sowie das des Master des Hospitals von Ochtirogle in der Diözese St Andrews. Spätestens vor 1400 war er zum Archidiakon der Diözese Dunblane aufgestiegen. Am 10. September 1403 bestätigte Papst Benedikt XIII. von Avignon seine Wahl zum Bischof von Dunblane.

## Tätigkeit als Bischof
Da auch die Urkunden aus der Amtszeit von Finlay nicht erhalten sind, ist über seine Tätigkeit als Bischof fast nichts bekannt. Seine Amtszeit fiel in die unruhige Zeit der Regierungen der Könige Robert III. und Jakob I. Dadurch und durch die Folgen des Schismas der römischen Kirche war die geistliche Disziplin der Priester erheblich gesunken, so dass es auch in Schottland Anhänger der Lehre von John Wyclif gab. 1407 wurde der englische Geistliche John Resby, ein Anhänger Wyclifs, in Perth als Ketzer verbrannt.  Zusammen mit den anderen Bischöfen wurde Finlay aufgerufen, ab dem 1. Oktober 1408 an einem Konzil im französischen Perpignan teilzunehmen, doch noch Ende Oktober 1408 war er in Schottland. 1410 sollte Finlay zusammen mit den Bischöfen Henry Wardlaw von St Andrew und William Lauder von Glasgow der Kurie in Avignon alle vakanten Diözesen, Klöster und weitere wichtige Pfründen melden. Diese wurden nun von den Päpsten beansprucht, die durch die Ernennung von neuen Amtsträgern Gebühren eintreiben wollten. 1411 wurde Finlay beauftragt, die Einkünfte von vakanten Benefizien in der Diözese Argyll für die Reparatur der Kathedrale von Lismore zu verwenden. Am 17. März 1416 nahm Finlay an einer Parlamentsversammlung in Perth teil. Wie die anderen schottischen Bischöfe erkannte Finlay 1417 den römischen Papst Martin V. an, womit das Schisma beendet wurde. In Finlays Amtszeit fiel die Bestätigung von Patrick de Portu als Prior von Inchmahome Priory durch einen Generalvikar von Dunblane, dies ist die erste Erwähnung eines Generalvikars der Diözese. In der Stadt Dunblane soll Finlay den Bau einer ersten Brücke über den Fluss Allan finanziert haben.